# (29395) 1996 PO1
(29395) 1996 PO1 est un astéroïde de la ceinture principale d'astéroïdes découvert en 1996.

## Description
(29395) 1996 PO1 a été découvert le 5 août 1996 à l'Air Force Maui Optical and Supercomputing (AMOS), un observatoire astronomique rattaché au Air Force Research Laboratory (AFRL) situé sur l'île de Maui, à Hawaï (États-Unis), par l'Air Force Maui Optical and Supercomputing observatory.

### Caractéristiques orbitales
L'orbite de cet astéroïde est caractérisée par un demi-grand axe de 2,68 ua, un périhélie de 2,25 ua, une excentricité de 0,16 et une inclinaison de 2,79° par rapport à l'écliptique. Du fait de ces caractéristiques, à savoir un demi-grand axe compris entre 2 et 3,2 ua et un périhélie supérieur à 1,666 ua, il est classé, selon la JPL Small-Body Database, comme objet de la ceinture principale d'astéroïdes.

### Caractéristiques physiques
(29395) 1996 PO1 a une magnitude absolue (H) de 15,1 et un albédo estimé à 0,204.